# Carabus macropus
Carabus macropus es una especie de insecto adéfago del género Carabus, familia Carabidae. Fue descrita científicamente por Chaudoir en 1877.
Habita en Georgia.